# Datazione uranio-torio
La datazione uranio-torio, indicata anche con varie altre designazioni come datazione torio-230,  datazione di disequilibrio della serie dell'uranio, datazione della serie dell'uranio, è una tecnica di datazione radiometrica messa a punto negli anni 1960 e entrata in uso nel decennio successivo; viene utilizzata per determinare l'età di materiali contenenti carbonato di calcio, come le concrezioni calcaree nelle grotte o i coralli.
A differenza di altri metodi di datazione radiometrica come la datazione rubidio-stronzio o la datazione uranio-piombo, la tecnica uranio-torio non misura l'accumulo del prodotto finale di un processo di decadimento radioattivo. Il metodo calcola l'età in base alla misura del grado di ristabilimento dell'equilibrio secolare in un dato campione, tra gli isotopi del torio-230 e del suo nuclide progenitore l'uranio-234.

## Premesse

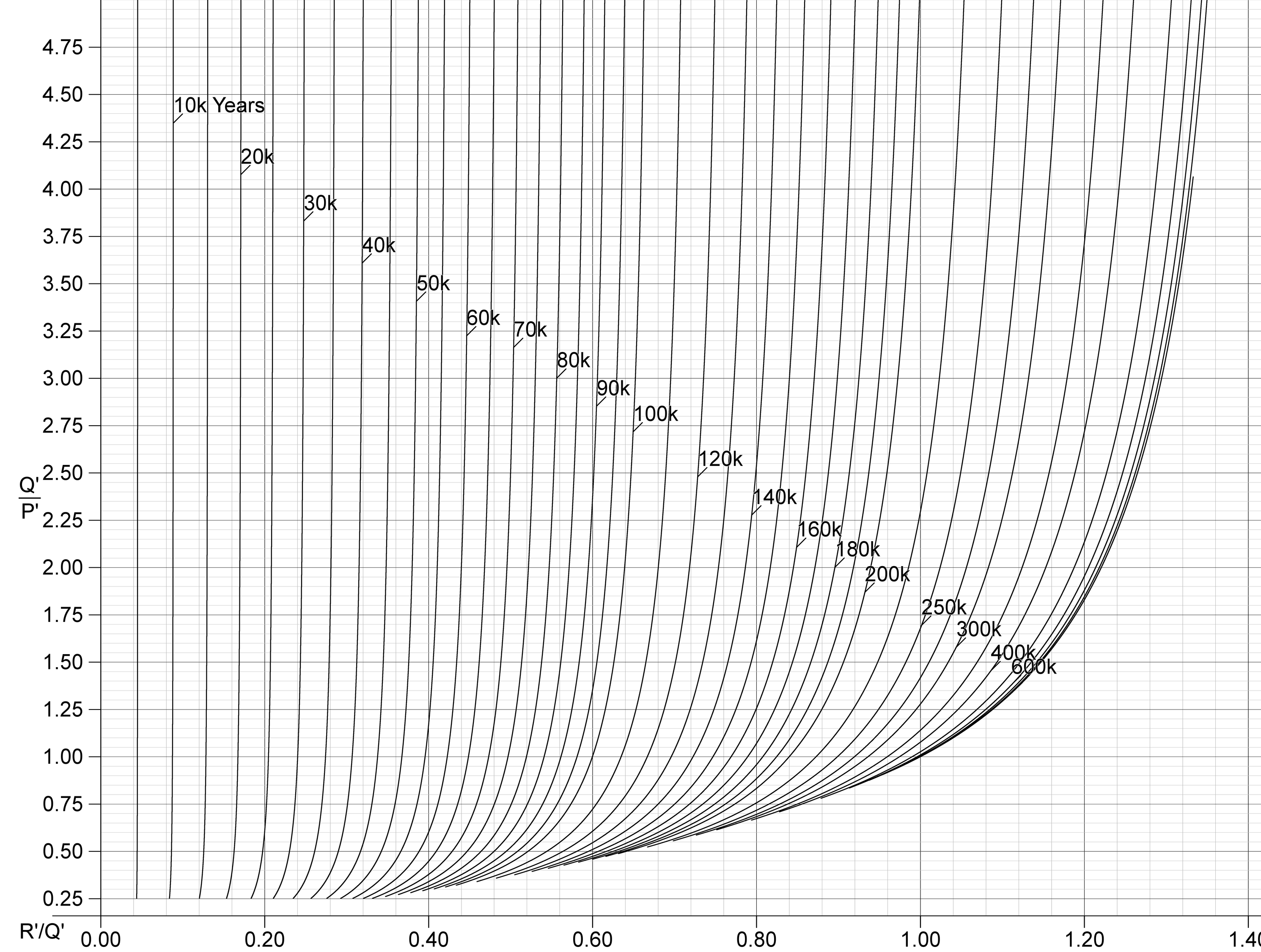
Rapporto dell'attività di uranio e torio in funzione del tempo.,

Il torio non è solubile in acqua nelle condizioni normalmente rilevabili sulla superficie terrestre, pertanto i materiali accumulatisi da queste acque normalmente non contengono questo elemento. L'uranio è invece parzialmente solubile in acqua, per cui il materiale che precipita o che si accresce con l'acqua naturale contiene anche tracce di uranio, tipicamente misurabili in poche parti per milione o addirittura per miliardo. Con il passare del tempo, l'uranio-234 decade con una emivita di 245.000 anni in torio-230. Anche il torio-230 è radioattivo e decade a sua volta con una emivita di 75.000 anni, molto più breve di quella dell'uranio; pertanto invece di accumularsi indefinitamente (principio sfruttato nella datazione uranio-piombo), il torio tende ad arrivare all'equilibrio secolare con il suo nuclide progenitore uranio-234. Una volta raggiunto l'equilibrio secolare, il numero di nuclidi di torio-230 che decadono è pari al numero di quelli che si formano, che corrisponde anche al numero di decadimenti dell'uranio-234 nel campione.

## Storia
Nel 1908, John Joly, professore di geologia all'University of Dublin, trovò che il contenuto di radio nei sedimenti di profondità era più elevato rispetto a quello della piattaforma continentale, e sospettò che i sedimenti detritici sequestrassero il radio presente nell'acqua marina. Nel 1942, Piggot e Urry trovarono che l'eccesso di radio corrispondeva a un eccesso di torio. Ci vollero altri 20 anni prima che questa tecnologia fosse applicata ai carbonati terrestri (speleotemi e travertino). Verso la fine degli anni 1980 il metodo fu reso più accurato dall'impiego della spettrometria di massa.
Fu solo dopo che il fondamentale libro del russo Viktor Viktorovich Cherdyntsev sull'uranio-234 fu tradotto in inglese, che la datazione uranio-torio si diffuse presso i geologi occidentali.

## Metodi
La datazione della serie dell'uranio è una famiglia di metodi di datazione radiometrica che possono essere applicati a diversi materiali per intervalli di tempo differenti. Ogni metodo prende il nome dagli isotopi utilizzati per calcolare il tempo trascorso, per lo più il nuclide progenitore e un nuclide discendente. Otto di questi metodi sono riportati nella tabella seguente.
| Rapporto isotopico misurato | Metodo Analitico                           | Intervallo di tempo (ka) | Materiali                            |
| --------------------------- | ------------------------------------------ | ------------------------ | ------------------------------------ |
| 230Th/234U                  | Spettroscopia alfa; spettrometria di massa | 1–350                    | Carbonati, fosfati, materia organica |
| 231Pa/235U                  | Spettroscopia alfa                         | 1–300                    | Carbonati, fosfati                   |
| 234U/238U                   | Spettroscopia alfa; spettrometria di massa | 100–1.000                | Carbonati, fosfati                   |
| U-trend                     | Spettroscopia alfa                         | 10–1.000 (?)             | Sedimenti detritici                  |
| 226Ra                       | Spettroscopia alfa                         | 0.5–10                   | Carbonati                            |
| 230Th/232Th                 | Spettroscopia alfa                         | 5–300                    | Sedimenti marini                     |
| 231Pa/230Th                 | Spettroscopia alfa                         | 5–300                    | Sedimenti marini                     |
| 4He/U                       | spettrometria di massa (gas)               | 20–400 (?)               | Coralli                              |

## Limiti della datazione
La datazione uranio-torio ha un limite superiore di età attorno a 500.000 anni, definito dall'emivita del torio-230, dalla precisione con cui si riesce a misurare il rapporto torio-230/uranio-234 nel campione e dalla precisione con cui è nota l'emivita del torio-230 e dell'uranio-234.
Per applicare questa tecnica di datazione, occorre anche misurare il rapporto tra l'uranio-234 e il suo nuclide progenitore, l'uranio-238.

## Precisione
La datazione uranio-torio produce i risultati migliori quando viene applicata al carbonato di calcio precipitato, come quello che si trova nelle stalagmiti, nel travertino e nei calcari lacustri. Con le ossa e le conchiglie i risultati sono meno affidabili.
La spettrometria di massa raggiunge una precisione dell' ±1%, ma permette l'utilizzo di un campione più piccolo. Il tradizionale conteggio delle particelle alfa ha una precisione del ±5%.